# Kombinacja norweska na Mistrzostwach Świata w Narciarstwie Klasycznym 2019
Kombinacja norweska na Mistrzostwach Świata w Narciarstwie Klasycznym 2019 rozgrywana była między 22 lutego a 2 marca 2019 w austriackim Seefeld. Rozegrano cztery konkurencje: zawody metodą Gundersena na dużej i normalnej skoczni, sprint drużynowy na dużej skoczni oraz sztafetę na normalnej skoczni. W klasyfikacji medalowej triumfowali reprezentanci Norwegii, którzy zdobyli cztery medale, w tym dwa złote.

## Wyniki

### Gundersen HS130/10 km
| Pozycja | Zawodnik           | Narodowość | Wynik   | Strata |
| ------- | ------------------ | ---------- | ------- | ------ |
| złoto   | Eric Frenzel       | Niemcy     | 23:43,0 | –      |
| srebro  | Jan Schmid         | Norwegia   | 23:47,3 | +4,3   |
| brąz    | Franz-Josef Rehrl  | Austria    | 23:51,7 | +8,7   |
| 4.      | Mario Seidl        | Austria    | 23:58,2 | +15,3  |
| 5.      | Jarl Magnus Riiber | Norwegia   | 24:03,9 | +20,9  |
| 6.      | Akito Watabe       | Japonia    | 24:05,0 | +22,0  |
| 7.      | Fabian Rießle      | Niemcy     | 24:05,3 | +22,3  |
| 8.      | Antoine Gérard     | Francja    | 24:12,6 | +29,6  |
| 9.      | Johannes Rydzek    | Niemcy     | 24:19,1 | +36,1  |
| 10.     | Bernhard Gruber    | Austria    | 24:41,6 | +58,6  |

### Sprint drużynowy HS130/2x7,5 km
| Pozycja | Zawodnicy                         | Narodowość | Wynik   | Strata  |
| ------- | --------------------------------- | ---------- | ------- | ------- |
| złoto   | Eric Frenzel Fabian Rießle        | Niemcy     | 28:29,5 | –       |
| srebro  | Jan Schmid Jarl Magnus Riiber     | Norwegia   | 28:37,7 | +8,2    |
| brąz    | Franz-Josef Rehrl Bernhard Gruber | Austria    | 28:38,7 | +9,2    |
| 4.      | Yoshito Watabe Akito Watabe       | Japonia    | 29:25,9 | +56,4   |
| 5.      | Aaron Kostner Alessandro Pittin   | Włochy     | 30:06,6 | +1:37,1 |
| 6.      | Antoine Gérard Maxime Laheurte    | Francja    | 30:14,1 | +1:44,6 |
| 7.      | Ilkka Herola Eero Hirvonen        | Finlandia  | 30:32,6 | +2:03,1 |
| 8.      | Szczepan Kupczak Paweł Słowiok    | Polska     | 30:59,9 | +2:30,4 |

### Gundersen HS109/10 km
| Pozycja | Zawodnik           | Narodowość | Wynik   | Strata  |
| ------- | ------------------ | ---------- | ------- | ------- |
| złoto   | Jarl Magnus Riiber | Norwegia   | 25:01,3 | –       |
| srebro  | Bernhard Gruber    | Austria    | 25:02,7 | +1,4    |
| brąz    | Akito Watabe       | Japonia    | 25:05,9 | +4,6    |
| 4.      | Franz-Josef Rehrl  | Austria    | 25:31,1 | +29,8   |
| 5.      | Ilkka Herola       | Finlandia  | 25:37,7 | +36,4   |
| 6.      | Espen Bjørnstad    | Norwegia   | 25:42,7 | +41,4   |
| 7.      | Mario Seidl        | Austria    | 25:45,6 | +44,3   |
| 8.      | Johannes Rydzek    | Niemcy     | 25:55,1 | +53,8   |
| 9.      | Jørgen Graabak     | Norwegia   | 26:11,8 | +1:10,5 |
| 10.     | Leevi Mutru        | Finlandia  | 26:13,9 | +1:12,6 |

### Sztafeta HS109/4x5 km
| Pozycja | Reprezentacja                                                                     | Wynik   | Strata  |
| ------- | --------------------------------------------------------------------------------- | ------- | ------- |
| złoto   | Norwegia · Espen Bjørnstad · Jan Schmid · Jørgen Gråbak · Jarl Magnus Riiber      | 50:15,5 | –       |
| srebro  | Niemcy · Johannes Rydzek · Eric Frenzel · Fabian Rießle · Vinzenz Geiger          | 50:16,5 | +1,0    |
| brąz    | Austria · Bernhard Gruber · Mario Seidl · Franz-Josef Rehrl · Lukas Klapfer       | 50:20,5 | +5,0    |
| 4.      | Japonia · Gō Yamamoto · Yoshito Watabe · Hideaki Nagai · Akito Watabe             | 50:44,2 | +28,7   |
| 5.      | Finlandia · Arttu Mäkiaho · Leevi Mutru · Ilkka Herola · Eero Hirvonen            | 51:25,1 | +1:09,6 |
| 6.      | Francja · Laurent Muhlethaler · Maxime Laheurte · François Braud · Antoine Gérard | 51:27,5 | +1:12,0 |
| 7.      | Włochy · Raffaele Buzzi · Aaron Kostner · Samuel Costa · Alessandro Pittin        | 52:54,6 | +2:39,1 |
| 8.      | Polska · Adam Cieślar · Paweł Twardosz · Szczepan Kupczak · Paweł Słowiok         | 53:09,5 | +2:54,0 |

## Klasyfikacja medalowa
| #       | Reprezentacja | Złoto | Srebro | Brąz | Razem |
| ------- | ------------- | ----- | ------ | ---- | ----- |
| 1.      | Norwegia      | 2     | 2      | 0    | 4     |
| 2.      | Niemcy        | 2     | 1      | 0    | 3     |
| 3.      | Austria       | 0     | 1      | 3    | 4     |
| 4.      | Japonia       | 0     | 0      | 1    | 1     |
| Łącznie | Łącznie       | 4     | 4      | 4    | 12    |